# Ninian Park
Ninian Park fue un estadio de fútbol localizado en el área de Leckwith, en Cardiff, Gales, hogar del Cardiff City F. C. durante 99 años. Inaugurado en 1910 con un solo una gradería de madera, se sometió a numerosas renovaciones durante su vida útil, y fue escenario de eventos con más de 60 000 espectadores. En el momento de su cierre y demolición, en el año 2009, tenía una capacidad de 21 508 espectadores.

## Historia

### Construcción y primeros años
Tras la fundación del club en 1899, el Cardiff City F. C. —cuyo nombre original era Riverside A. F. C.— disputó sus partidos como local en Sophia Gardens. El club se estaba volviendo cada vez más popular entre la población local, pero las instalaciones de Sophia Gardens se consideraron inadecuadas para este apoyo creciente debido a la falta de torniquetes o de un campo de juego cerrado. Estas limitaciones hicieron que el club se viera obligado a rechazar una invitación para unirse a la recién formada Segunda División de la Southern Football League en 1908. Para capitalizar el creciente interés, el Cardiff organizó partidos amistosos contra Crystal Palace, Bristol City y Middlesbrough que se disputaron en Cardiff Arms Park y en Harlequins Ground, parte de la Cardiff High School. Las asistencias convencieron al fundador del club, Bartley Wilson, del éxito potencial de un club de fútbol profesional en Cardiff, y se acercó a Bute Estate, un gran propietario dentro de la ciudad, para asegurar un terreno para construir un nuevo estadio en Leckwith.